# Phytomyza krygeri
Phytomyza krygeri este o specie de muște din genul Phytomyza, familia Agromyzidae, descrisă de Erich Martin Hering în anul 1949.
Este endemică în Denmark. Conform Catalogue of Life specia Phytomyza krygeri nu are subspecii cunoscute.